# Лентиана
Лентиана (греч. Λεντιανα) — небольшая, но стратегически важная византийская крепость в области Вифиния. Впервые в своих очерках о ней, в качество области, повествует Анна Комнина. Как крепость впервые упоминается в 1214. В таком качестве Лентиана появилась, по-видимому, в самом начале XIII века. Тогда борьбу за неё вели франки Латинской империи и никейцы. После осады, продлившейся 40 дней, в ходе латино-никейской войны 1211 — 1214 годов крепость всё же была захвачена франками, причем при обороне Лентианы погиб один из братьев Феодора (Константин). Но удерживали её франки недолго. В 1214 году продвижение франков вглубь Малой Азии было всё же остановлено греческим гарнизоном той же крепости Лентиана. Нимфейский договор (1214) окончательно зафиксировал новую границу между двумя государствами. Лентиана по-видимому охраняла дорогу, связывавшую некогда Лопадий и Пиманион, а также брод Кара-Дере через один из притоков Риндака. В современной турецкой топографии греческой Лентиане соответствует, скорее всего, замок Топ-Хиссар.